# جنة الأطفال (مجلة)
مجلة جنة الأطفال هي مجلة عراقية شهرية تعتبر أول مجلة تصدر في العراق للأطفال لصاحبها ورئيس تحريرها سلمي الشيخ محمود النائب، صدرت لأول مرة عام 1951م، ليست هناك إشارة على الترويسة إلى أي أسماء أخرى شاركت في العمل فيها، قطع المجلة 18×27 سم، أبيض وأسود اعتمدت على قصص الأطفال النثرية ونشر الشعر، توقفت عن الصدور عام 1952 لأسباب مالية وفنية ثم عاودت الصدور عام 1969م بإشراف كاتب الأطفال العراقي المعروف باسم عمو زكي. 